# Ághy Erzsébet
Urayné Ághy Erzsébet (Nagyvárad, 1895. július 11. – Budapest, 1948. július 23.) Farkas–Ratkó-díjas magyar színésznő, Uray Tivadar színművész felesége.

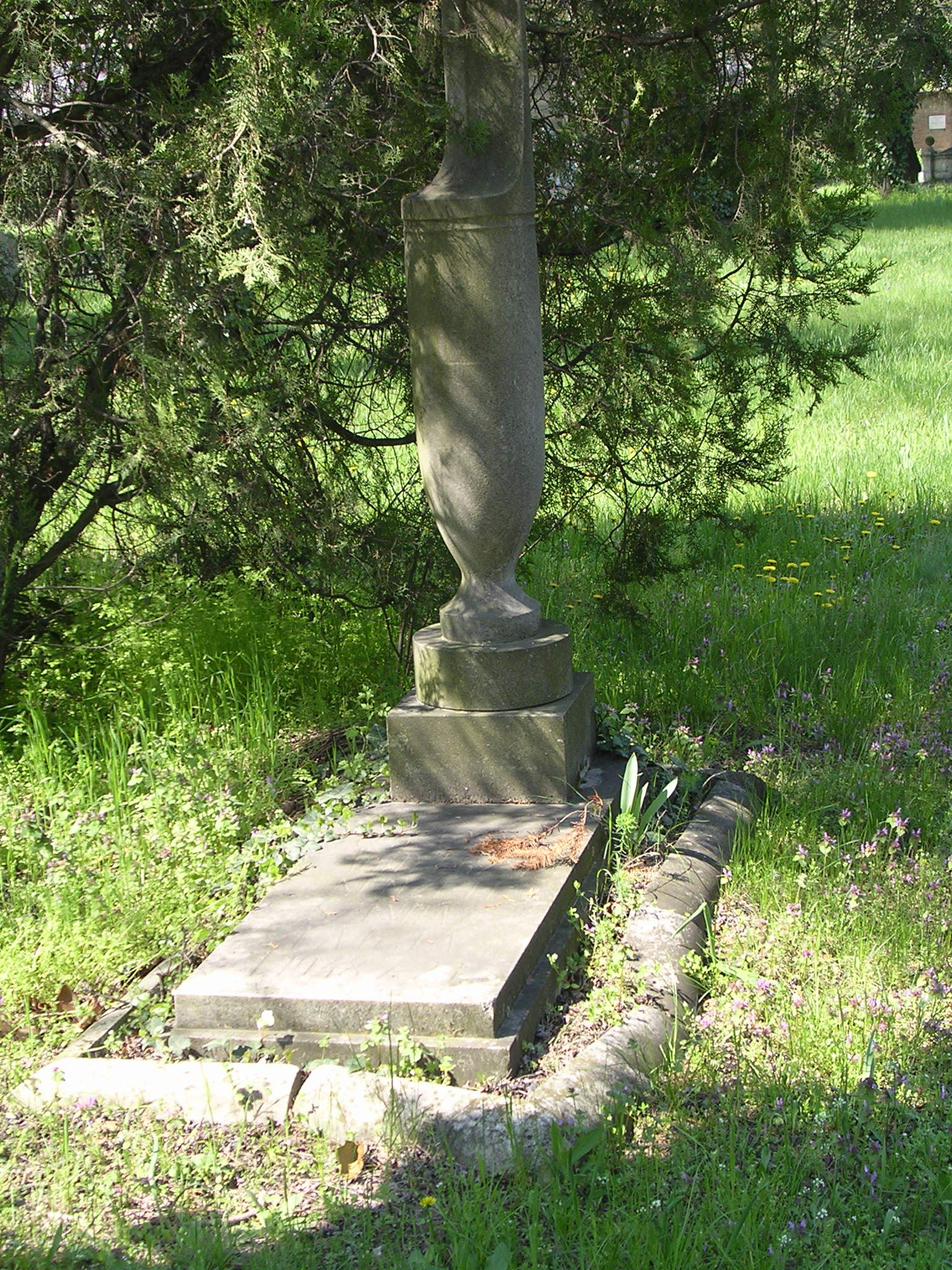
Sírja a Fiumei úti sírkertben 2005-ben

## Életpályája
Édesapja a neves vidéki színész, Ághy Sándor, anyja Zách Veronika. Hat felsőbb iskolát Kolozsváron, De Gerando Antonina intézetében végzett, majd a színészakadémiára iratkozott, melyet 1915-ben végezett el. Kiváló tehetségével annyira feltűnt, hogy 1916-ban a Nemzeti Színház tagjai sorába szerződtették, 1918. április 9-én pedig elnyerte a Farkas–Ratkó-díjat. 1919. november 28-án lépett házasságra Uray Tivadarral Budapesten, a Józsefvárosban. A Nemzeti Színház tagja 1944-ig maradt. 1921-ben a Pódium, 1923-ban a Pesti Kabaré is foglalkoztatta. 1945 után nem léphetett színpadra.
Elsősorban vígjátékokban, népies darabokban, boldogtalan sorsú nők megformálásával aratott sikereket.
Sírja a Kerepesi úti temető - 24/I. parcellájában található.

## Színházi szerepei
- Jókai Mór: »Aranyember«: Timea
- Tóth Ede: »Falu rossza«: Feledi Boriska
- Friedrich Schiller: »Ármány és szerelem«: Miller Lujza
- Henrik Ibsen: »Hedda Gabler«: Elvstedné
- Herczeg Ferenc: »Fekete lovas«: Bábi, Mici
- Oscar Wilde: »Bunbury«: Gwendolin
- Csiky Gergely: »Nagymama«: Márta
- William Shakespeare: »A makrancos hölgy«: Bianca
- Móricz Zsigmond: »Légy jó mindhalálig«: Ilonka

## Filmjei
- A nagymama (1916)
- Faun (1917)